# Ҩ
Ҩ es una letra del alfabeto cirílico utilizada en la versión adaptada de este para el idioma abjasio. Su nombre en abjasio es ҩы (o̩y) y representa una  consonante aproximante labio-palatal sonora /ɥ/.
Presenta similitudes con la letra griega zeta o theta (Θ θ).

## Códigos en computación
| Carácter      | Ҩ                                    | Ҩ                                    | ҩ                                  | ҩ                                  |
| ------------- | ------------------------------------ | ------------------------------------ | ---------------------------------- | ---------------------------------- |
| Unicode       | CYRILLIC CAPITAL LETTER ABKHASIAN HA | CYRILLIC CAPITAL LETTER ABKHASIAN HA | CYRILLIC SMALL LETTER ABKHASIAN HA | CYRILLIC SMALL LETTER ABKHASIAN HA |
| Codificación  | decimal                              | hex                                  | decimal                            | hex                                |
| Unicode       | 1192                                 | U+04A8                               | 1193                               | U+04A9                             |
| UTF-8         | 210 168                              | D2 A8                                | 210 169                            | D2 A9                              |
| Ref. numérica | &#1192;                              | &#x4A8;                              | &#1193;                            | &#x4A9;                            |

- Datos: Q425062
- Multimedia: Ҩ / Q425062